# Cuca Gamarra
Pour les articles homonymes, voir Gamarra (homonymie).
Concepción Gamarra Ruiz-Clavijo, dite Cuca Gamarra, née le 23 décembre 1974 à Logroño, est une femme politique espagnole membre du Parti populaire (PP).
Après avoir été la première femme à présider les Nouvelles générations du Parti populaire de La Rioja entre 2000 et 2005, elle devient en 2011 maire de Logroño, étant là aussi la première femme à occuper cette fonction.
Elle est nommée vice-secrétaire générale du Parti populaire par Pablo Casado en 2018 puis est élue, l'année suivante, au Congrès des députés. En 2020, Casado la désigne porte-parole du groupe parlementaire. En raison d'une grave crise interne au PP, Casado est contraint de convoquer un congrès extraordinaire en 2022 et la direction du parti la choisit comme coordonnatrice générale pendant la transition.
Le nouveau président Alberto Núñez Feijóo lui confie ensuite le secrétariat général du PP. Relevée de ses fonctions de porte-parole en 2023 au profit de Miguel Tellado, elle quitte le poste de secrétaire générale deux ans plus tard et redevient vice-secrétaire générale lors du congrès de 2025.

## Vie privée
Concepción Gamarra Ruiz-Clavijo naît le 23 décembre 1974 à Logroño. Fille d'Alfonso Gamarra, entrepreneur, et de Conchita Ruiz, infirmière, elle est l'aînée d'une fratrie de trois. Elle est célibataire et n'a pas d'enfants.

## Formation
Du fait du caractère croyant et des valeurs conservatrices de ses parents, Cuca Gamarra étudie au collège de Notre-Dame du Bon Conseil de Logroño. Elle s'inscrit ensuite à l'université de Deusto, où elle obtient une licence en droit économique, un post-grade en droit coopératif et un master en pratique juridique.
À la suite de ses études supérieures, elle devient avocate, inscrite au barreau de Biscaye. Elle travaille au sein du cabinet de José María Gil Albert, ancien député de l'UCD et ex-procureur général de l'État.

## Activités politiques

### Débuts en politique
En 2000, Cuca Gamarra est la première femme à prendre la présidence des Nouvelles générations du Parti populaire (NNGG) dans la communauté autonome de La Rioja.
À la suite des élections municipales du 25 mai 2003, au cours desquelles elle est élue au conseil municipal de Logroño, elle est nommée adjointe au maire et porte-parole du groupe des élus du Parti populaire (PP). Elle abandonne, deux ans plus tard, la direction régionale des NNGG.
Elle conserve son rôle de porte-parole après les élections municipales du 25 mai 2007, qui voient le PP basculer dans l'opposition au socialiste Tomás Santos après avoir perdu sa majorité absolue,.

### Maire de Logroño
Devenue cheffe de file de l'opposition, Cuca Gamarra est tête de liste aux élections municipales du 22 mai 2011. Elle reprend alors la mairie en obtenant 49 % des voix et 17 conseillers municipaux sur 27, contre 30 % des voix et 10 édiles pour le PSOE de Tomás Santos, qui annonce son retrait de la vie politique. Le 11 juin, elle est élue maire de Logroño par 17 voix favorables contre 10 à la socialiste Pilar Criado, devenant la première femme à occuper cette fonction.
Lors des élections municipales du 24 mai 2015, elle arrive de nouveau en tête mais perd sa majorité absolue avec 11 conseillers municipaux sur 27, soit quatre de plus que le Parti socialiste, tandis que les urnes font émerger un conseil municipal composé de cinq forces politiques. Elle est reconduite comme maire avec 11 voix favorables sur 27 le 13 juin 2015, bénéficiant de l'abstention des quatre élus de Ciudadanos.

### Cadre nationale du PP et députée
Le 1er avril 2017, elle échoue à prendre la présidence du Parti populaire de La Rioja face au président du gouvernement régional José Ignacio Ceniceros, qui s'impose avec 109 voix d'avance sur 2 251, alors qu'elle bénéficiait du soutien de la direction nationale. Membre de la candidature de Soraya Sáenz de Santamaría pour le XIXe congrès du Parti populaire, elle est cependant choisie par le vainqueur et nouveau président du PP Pablo Casado la nomme le 26 juillet 2018 vice-secrétaire générale déléguée à la Politique sociale, avec des compétences sur la santé, l'État-providence, l'éducation, l'immigration ou encore l'exode rural.
Elle est investie le 28 décembre 2018 tête de liste aux élections municipales du 26 mai 2019, mais la convocation des élections générales anticipées du 28 avril change les plans du Parti populaire, qui la désigne tête de liste dans la circonscription de La Rioja pour le Congrès des députés. Conrado Escobar lui succède comme chef de file municipal.
Le 17 août 2020, Pablo Casado annonce un remaniement de son équipe de direction et confie à Cuca Gamarra le poste de porte-parole du groupe parlementaire en remplacement de Cayetana Álvarez de Toledo, une décision qui déplaît aux conservateurs du PP mais qui satisfait les libéraux selon Público. Ana Pastor la remplace comme vice-secrétaire à la Politique sociale.

### Secrétaire générale du PP
À la suite de la crise interne générée par la rivalité entre Pablo Casado et Isabel Díaz Ayuso, Cuca Gamarra est désignée le 24 février 2022 coordonnatrice générale du parti jusqu'au XXe congrès, convoqué au début du mois d'avril suivant. Sa nomination est ratifiée le 1er mars par le comité exécutif, qui accuse réception de la démission du secrétaire général Teodoro García Egea. Le 31 mars, à la veille de l'ouverture du conclave, le futur président du PP Alberto Núñez Feijóo révèle son intention de nommer Cuca Gamarra secrétaire générale. Le comité exécutif national est élu le 2 avril avec le soutien de 98,35 % des suffrages exprimés.
Dans la perspective des élections générales anticipées du 23 juillet 2023, elle est reconduite comme tête de liste dans la circonscription de La Rioja. À la suite du scrutin, remporté par le PP mais sans possibilité de former une majorité parlementaire, Feijóo désigne Cuca Gamarra candidate à la présidence du Congrès des députés. Elle est défaite lors du vote organisé le 17 août avec 139 voix en sa faveur, le parti d'extrême droite Vox ne l'ayant pas soutenue du fait du refus du PP de l'aider à obtenir une vice-présidence de l'assemblée, tandis que la socialiste Francina Armengol est élue dès le premier tour avec 178 voix sur 350.
Conformément à une annonce faite le 25 novembre, Alberto Núñez Feijóo la relève de ses fonctions de porte-parole parlementaire au profit de Miguel Tellado mais il la confirme au secrétariat général. Le 30 juin 2025, elle annonce avoir demandé au président du PP de la relever de ses fonctions dans le cadre du XXIe congrès, convoqué du 3 au 5 juillet, mais est pressentie pour un poste de vice-secrétaire générale dédiée aux questions institutionnelles en remplacement d'Esteban González Pons. Elle est effectivement désignée, en conclusion du congrès, vice-secrétaire générale à la Régénération institutionnelle.